# Minna Lehtola
Minna Helena Kääriäinen-Lehtola, née le 24 janvier 1967 à Turku, est une escrimeuse finlandaise. Elle a décroché une médaille de bronze aux championnats du monde d'escrime 1994 à Athènes, la première médaille mondiale de son pays en escrime. Elle représente la Finlande aux Jeux olympiques d'été de 1996 à Atlanta, avec pour résultat une élimination au premier tour.

## Palmarès
- Championnats du monde d'escrime
  -  Médaille de bronze aux championnats du monde d'escrime 1994 à Athènes